# Campomanesia adamantium
Campomanesia adamantium, comúnmente conocida como gabiroba, guavira o guabiroba do campo, es una planta arbustiva que no alcanza más de 1,5 metros de altura en promedio   Es nativa de la región central de Sudamérica, en Paraguay y Brasil. La planta produce pequeños frutos comestibles de color verde amarillento.

## Descripción
El hábito de crecimiento de Campomanesia adamantium es el de un arbusto pequeño, pudiendo alcanzar alturas de entre 0,4 m a 1,8 m. Las hojas son opuestas y falsamente opuestas, lo que significa que las hojas no están perfectamente alineadas una frente a otra. El tipo de hoja es simple con nervadura primaria broquidódroma. C. adamantium es caducifolia y las flores se crean cuando se forma un nuevo conjunto de hojas. Tiene flores solitarias que crecen en las ramas. Las flores no fragantes son de color crema blancuzco, y contienen 5 pétalos con simetría radial. Es hermafrodita y contiene numerosos estambres y 7-9 carpelos con un ovario ínfero. El tamaño del fruto es de entre 2 y 2,5 cm de diámetro, y su color varía entre verde a amarillo, con una pulpa jugosa con un fuerte sabor cítrico.

## Ecología
Campomanesia adamantium es un arbusto tropical que crece en las sabanas de la ecorregión del Cerrado de Brasil y en partes de Paraguay.  El suelo donde crece esta planta es ácido, pobre en nutrientes y con buen drenaje.  Las inundaciones periódicas del Cerrado no parecen representar una amenaza para esta planta, ya que es capaz de soportar inundaciones. El Cerrado tiene una temperatura promedio de 26 a 20 grados Celsius y una precipitación promedio de 2000 a 1200 mm, con la mayor parte de las precipitaciones en verano.
La flor produce polen y néctar y es polinizada por la mañana por muchas especies de insectos, pero parece ser polinizada predominantemente por abejas, específicamente por la especie no nativa Apis mellifera. Apis mellifera ha dominado completamente esta planta e impedido que otras especies de abejas nativas polinicen esta planta. Esto puede ser resultado de la tala de áreas forestales para hacer espacio para cultivos agrícolas o debido al uso de pesticidas en campos cercanos.

## Cultivo y usos
Los lugareños consumen la fruta por su alto contenido en vitamina C y su sabor dulce y jugoso. También se puede utilizar para elaborar helados, gelatinas y caramelos.
Los lugareños creen que la planta ayuda contra diversas alteraciones médicas, como inflamación, diarrea, infecciones del tracto urinario y trastornos gastrointestinales. La planta es eficaz en el tratamiento de enfermedades porque es rica en zinc, calcio, aluminio y potasio. Su alta concentración de zinc es útil para combatir enfermedades por deficiencia de zinc como la diarrea y la desnutrición, mientras que el aluminio está presente en muchos medicamentos antiulcerosos. Además, los extractos de las hojas y frutos revelan tener propiedades antioxidantes que previenen la propagación de bacterias y hongos.